# La sceneggiata napoletana
 La sceneggiata napoletana, pubblicato nel 1979 su Musicassetta (MC IM 739), è un album discografico del cantante Mario Trevi.

## Il disco
L'album è una raccolta di brani di Mario Trevi, alcuni già incisi su 45 giri, altri inediti, per la casa discografica Vis Radio. L'album contiene brani appartenenti ai generi musicali di giacca e di cronaca, ritornati in voga a Napoli negli anni settanta, che riporteranno in voga il genere teatrale della sceneggiata. Intrapreso il teatro della sceneggiata nel 1973, in questo album, Trevi, come altri colleghi all'epoca come Mario Merola e Mario Abbate, propone per la seconda volta (la prima è con l'album Mario Trevi recita le sue sceneggiate nel ruolo di 1º attore) un disco di audio-sceneggiate, alternando i brani che hanno ispirato le sceneggiate portate in teatro ad una sorta di audio-riassunto delle stesse. Alle registrazioni prendono parte Rino Gioielli, Nadia Silver, Nando Simon e Nina Landi.

## Tracce
1. 'O carabiniere (Palumbo-Barrucci-Aterrano-Gallo)
2. 'O carabiniere (Sceneggiata)
3. 'O prufessore (Romagnoli-Iglio)
4. 'O prufessore (Sceneggiata)
5. Papà (De Stefano-Finizio)
6. Papà (Sceneggiata)
7. 'A paggella (Moxedano-Iglio)
8. 'A paggella (Sceneggiata)
9. 'O fuchista (Moxedano-Iglio)
10. 'O fuchista (Sceneggiata)
11. 'O contrabbandiere (Palumbo-Barrucci-Aterrano-Acampora)
12. 'O contrabbandiere (Sceneggiata)